# Virtue signalling
Con l'espressione inglese virtue signalling (o virtue signaling), letteralmente "segnalazione di virtù" (all'incirca traducibile in italiano con il termine farisaismo) si intende un atteggiamento di artefatta, talvolta esasperata, ostentazione di aderenza a valori morali che riscuotono consenso nella società del tempo, al fine di ottenere visibilità o facile approvazione dagli altri, senza però l'adozione di alcuna azione concreta per promuovere e attuare le istanze dichiarate. 
Si tratta di una locuzione che ha valenza negativa, e viene utilizzata per tacciare di falsità, ipocrisia e perbenismo, quelle  persone, comunità, o aziende, che millantano una "superiorità morale" e, in apparenza, si fanno paladine di questa o quella battaglia civile, ma nei fatti non si adoperano per portarla avanti.

## Origine del termine
Secondo The Guardian, l'espressione "virtue signalling" è in uso almeno dal 2004 ed è apparsa in opere accademiche sulla religione nel 2010 e nel 2011. Il giornalista britannico James Bartholomew è spesso considerato il coniatore della locuzione, con un articolo apparso sulla rivista The Spectator nel 2015. Bartholomew rivendicò il merito del suo neologismo in articoli successivi.

## In italiano
Nella lingua italiana, una parola che restituisce abbastanza bene il concetto del virtue signalling è "farisaismo" (o "fariseismo"), dai farisei, antico gruppo politico e religioso giudaico che propugnava la rigorosa osservanza della legge mosaica, condannato da Gesù per il formalismo eccessivo e ipocrita. Ciononostante, si tratta di un termine desueto e più spesso ci si riferisce al virtue signalling con "ipocrisia" o "perbenismo" anche se, in realtà, entrambe queste parole risultano improprie nella traduzione in questione.
La parola "ipocrisia" indica infatti una falsa aderenza, non necessariamente ostentata, a valori che non sono per forza ben considerati dall'opinione pubblica, a differenza del virtue signalling che, invece, vuole evidenziare un atteggiamento borioso e volto a ottenere approvazione; inoltre l'ipocrisia è anche propria di chi si comporta in maniera contraria a ciò che professa a parole, mentre il virtue signalling è comunemente associato a chi davvero crede, almeno in una certa misura, al valore che ostenta, anche se non è disposto ad adoperarsi in modo concreto per perseguirlo nei fatti (quest'ultimo dettaglio richiama talvolta l'associazione del virtue signalling ad atteggiamenti definiti come "radical chic"). Allo stesso modo, anche "perbenismo" non rimarca la connotazione di voluta ostentazione che è propria del virtue signalling, e rimanda a un ossequioso conformarsi alle norme sociali, più che all'intento di sfoggiare una "morale superiore".